# Joe Gideon & The Shark
Joe Gideon & The Shark è un gruppo musicale alternative rock inglese formato da Joe Gideon (voce e chitarra) e da sua sorella Viva Seifert (batteria, piano, 8-track).

## Storia
Dopo lo scioglimento dei Bikini Atoll Joe Gideon, accomapagnato da sua sorella Viva (The Shark) alla batteria decise di formare un nuovo gruppo per mettere in musica le sue storie autobiografiche. Dopo aver firmato un contratto con la Bronzerat records, nel 2008 pubblicarono il loro primo 7": DOL/Harum Scarum a cui seguì l'anno successivo l'album d'esordio
Harum Scarum. Il disco ebbe un buon successo di critica e gli permise di guadagnare una discreta notorietà nel circuito indipendente; l'anno successivo infatti aprirono il concerto di Nick Cave and the Bad Seeds a Londra oltre a quelli di Seasick Steve, Yeah Yeah Yeahs, The Duke Spirit, Archie Bronson Outfit, Scout Niblett, Sons and Daughters.
Il 7 gennaio 2013 hanno pubblicato il loro secondo album, Freakish, sempre per la Bronzerat Records.

## Discografia

### Album
- Harum Scarum (2009), Bronzerat Records
- Freakish (2013), Bronzerat Records

### EP
- DOL/Harum Scarum 7" (2008), Bronzerat Records
- You Don't Look At A Tidal Wave, A Tidal Wave Looks At You 7" (2011), Bronzerat Records